# Edu Lyra
Eduardo Lyra (Guarulhos, 26 de novembro de 1988), conhecido como Edu Lyra, é um empreendedor social e ativista brasileiro. Eleito 30 Under 30, da Revista Forbes, pela sua atuação social.

## Biografia
Eduardo Lyra nasceu na favela Jardim Vila Nova Cumbica, localizada na periferia de Guarulhos. Filho de Maria Gorete Brito Lyra, diarista, e Marcio Luiz Oliveira Lyra, ex-maratonista profissional. Lyra é casado e pai de duas crianças.
Lyra ingressou no curso de Jornalismo na Universidade de Mogi das Cruzes (UMC), mas não a concluiu. Chegou a ser estagiário do jornal impresso Cenário de Notícias, de Ferraz de Vasconcelos durante o período da faculdade. Em 2011, durante a graduação, escreveu o livro Jovens Falcões, onde relata a trajetória de 14 jovens que ascenderam socialmente. Lyra publicou o livro de forma independente, e com apoio de 30 jovens, vendeu 5 mil unidades do livro de porta em porta. No ano seguinte a obra foi relançada por uma editora, a edição contou com prefácio de Marcelo Tas e contracapa de Nizan Guanaes.
O dinheiro arrecadado com a venda dos livros foi utilizado para a criação e estruturação da ONG Gerando Falcões, em 2013. A organização é voltada para promoção social de pessoas da periferia. 
Por conta de sua atuação na ONG, recebeu prêmios pelo impacto social gerado, sendo um dos mais influentes jovens empreendedores do país, segundo a revista Forbes. Em março de 2021, Edu foi o convidado entrevistado do programa Roda Viva.

## Obras
- LYRA, Eduardo (2012). Jovens Falcões. Brasil: Novo Século. 256 páginas. ISBN 978-8576798132

## Prêmios e Homenagens
- 2021 — 100 Afrodescendentes Mais Influentes do Mundo, pela MIPAD[11]
- 2020 — Prêmio Trip Transformadores 20/21, da Revista Trip[12]
- 2018 — Homem do Ano em Responsabilidade Social, da Revista GQ[13]
- 2017 — Prêmio Paulistano Nota Dez, da Revista Veja[14]
- 2016 — Carregou a Tocha Olímpica da Olímpiadas do Rio de Janeiro[15]
- 2014 — 30 Under 30, da Revista Forbes[3]
- 2014 — Jovem Empreendedor do Ano, do Grupo LIDE[16]